# Jos van Veldhoven
Jos van Veldhoven, född 1952 i Den Bosch, är en nederländsk dirigent.